# 维则堂大宗祠
维则堂大宗祠，位于中国广东省潮州市潮安区庵埠镇亭厦村，为潮州市潮安区文物保护单位，类型为古建筑，公布时间为2006年4月。
维则堂大宗祠的历史年代为宋代。